# Usufruto
O usufruto (do latim usus fructus, uso dos frutos) é um direito real de gozo ou desfruto de uma coisa alheia, presente no sistema jurídico do direito civil e jurisdições mistas que unem os dois interesses de propriedade de usus e fructus.
O usufrutuário possui a coisa mas essa coisa não é dele, isto é, tem a sua posse, mas não a sua propriedade. Pode utilizar e desfrutar a coisa, obter os seus frutos, tanto naturais como civis. O usufrutuário não pode alienar a coisa, pois não tem o direito de disposição.
A propriedade da coisa é do chamado nu-proprietário, que é quem pode dispor da mesma e reivindicá-la quando desacreditada sua propriedade.

## Direitos reais
- Usus (uso) é o direito de usar ou desfrutar de uma coisa possuída, diretamente e sem alterá-la.
- Fructus (fruto, em sentido figurado) é o direito de derivar lucro de uma coisa possuída: por exemplo , vendendo colheitas, arrendando bens imóveis ou móveis anexos, tributando a entrada e assim por diante.

Um usufruto é concedido em vários casos ou mantido em propriedade comum, desde que a propriedade não seja danificada ou destruída. O terceiro interesse civil de propriedade é abuso, o direito de alienar a coisa possuída, consumindo-a ou destruindo-a (por exemplo, com fins lucrativos) ou transferindo-a para outra pessoa (por exemplo, vendendo, trocando, ou doando). Alguém que goza dos três direitos tem total propriedade.
Geralmente, um usufruto é um sistema no qual uma pessoa ou grupo de pessoas usa os bens imóveis (geralmente terras) de outros. O "usufrutuário" não possui a propriedade, mas tem interesse nela, que é sancionada ou permitida contratualmente pelo proprietário. Existem dois sistemas diferentes de usufruto: perfeito e imperfeito. Em um usufruto perfeito, o usufrutuário tem direito ao uso da propriedade, mas não pode alterá-la substancialmente. Por exemplo, um proprietário de uma pequena empresa pode ficar doente e conceder o direito de usufruto a um indivíduo para administrar seus negócios. O usufrutuário, portanto, tem o direito de operar o negócio e obter receita com ele, mas não tem o direito de, por exemplo, derrubar o negócio e substituí-lo ou vendê-lo.
O sistema de usufruto imperfeito dá ao usufrutuário alguma capacidade de modificar a propriedade. Por exemplo, se um proprietário de terra concede um pedaço de terra a um usufrutuário para uso agrícola, o usufrutuário pode ter o direito de não apenas plantar na terra, mas também fazer melhorias que ajudariam na agricultura, por exemplo, construindo um celeiro. No entanto, isso pode ser desvantajoso para o usufrutuário: se um usufrutuário fizer melhorias materiais - como um edifício ou acessórios anexados ao prédio ou outras estruturas fixas - ao seu usufruto, ele não possui as melhorias e nenhum dinheiro gasto naqueles as melhorias pertenceriam ao proprietário original no final do usufruto.

## História
O usufruto vem de  direito civil, sob o qual é subordinado  real right ( ius in re aliena ) de duração limitada, geralmente por um período vida da pessoa. O titular de um usufruto, conhecido como usufrutuário, tem o direito de usar ( usus ) a propriedade e desfrutar de seus frutos ( fructus ). Em termos modernos, "fructus" corresponde mais ou menos ao lucro que se pode obter, como quando se vende os "frutos" (nos sentidos literal e figurativo) da terra ou na locação de um terreno. casa.
Frutos refere-se a qualquer mercadoria renovável na propriedade, incluindo (entre outros) frutos reais, gado e até pagamentos de aluguel derivados da propriedade. Estes podem ser divididos em civil ( fructus civiles ), industrial ( fructus industriales ) e frutas naturais ( fructus naturales ), sendo que este último, no direito romano, incluía Escravidão escravos e gado.
De acordo com a lei romana, o usufruto era um tipo de [servidão em direito civil | servidão]] ( servitutes personarum ), um direito benéfico na propriedade de outrem. O usufrutuário nunca teve posse desta propriedade (com base no fato de que, se possuía, o fez através do proprietário), mas ele se interessou pela propriedade por um período, um período de anos ou uma vida inteira. Diferentemente do proprietário, o usufrutuário não tinha o direito de  alienação ( abuso ), mas ele poderia vender ou arrendar seu interesse usufrutuário. Mesmo que um usufrutuário não possuísse título de posse, ele poderia processar por alívio na forma de um interdito de posse modificado (ordem de proibição).
Em alguns  culturas indígenas, usufruto significa que a terra é de propriedade comum das pessoas, mas famílias e indivíduos têm o direito de usar certos lotes de terra. A terra é considerada vila ou terra comum, em vez de pertencer a pessoas individuais. Embora as pessoas possam colher frutos da terra, elas não podem vendê-la ou abusá-la de maneira a impedir o uso futuro da terra pela comunidade.
Exemplos antigos de usufruto são encontrados no Código de Hamurabi e na Lei de Moisés. A Lei de Moisés instruiu os proprietários a não colherem as margens de seus campos e reservou os pobres para os pobres.
Thomas Jefferson escreveu em 1789 que "a Terra pertence – em usufruto – aos vivos". A [metáfora] de Jefferson significa que, como um usufrutuário, os seres humanos têm o direito de usar a Terra para seu próprio benefício e obter lucro com ela. O uso de Jefferson da palavra "viver" é fundamental aqui: ele quis dizer que os usufrutuários do mundo são aqueles que estão vivos, e não as gerações passadas. Essa ideia influenciaria profundamente Jefferson ao longo de sua vida e levaria ao reconhecimento de que a Constituição dos Estados Unidos seria revisada pelas gerações futuras e foi parte do motivo de a Constituição incluir uma provisão para sua própria emenda.

## Por país

### Cuba
O usufruto foi reavivado como parte da mudança agrícola associada ao período especial de [Cuba]. Como legado de sanções e economia em dificuldades, Cuba havia acumulado muitos prédios em ruínas que não podiam ser reparados. Estes foram demolidos e os terrenos vazios ficaram ociosos por anos, até que a escassez de alimentos obrigou os cidadãos cubanos a usar todos os pedaços de terra. Inicialmente, esse era um processo ad-hoc em que os cubanos comuns tomavam a iniciativa de cultivar sua própria comida em qualquer pedaço de terra disponível. A posse, mas não a propriedade, foi formalizada com uma estrutura legal, usando o usufruto para conceder aos agricultores direitos de participação nos lucros dos produtos produzidos a partir da terra, mas não direitos de propriedade da própria terra.

### Tailândia
Na Tailândia, o Código Comercial e Civil é baseado no Código Civil Europeu e reconhece a noção de usufruto nas cláusulas 1417 a 1428. O usufruto pode ser feito por toda a vida ou no máximo 30 anos, de acordo com o lei. Ele precisa ser registrado no departamento local da terra para ter efeito total sobre terceiros, sobre escrituras Nor Sor Sam ou superior. O departamento de terra na Tailândia usará seus próprios formulários e contratos. No entanto, as partes podem fazer seus próprios acordos.